# Sauce Claire
Das Kabarettduo Sauce Claire wurde 1982 von den beiden Schweizern Ueli Ackermann und Raphael Bachmann in Basel gegründet. Im Jahr 2000 trennte sich das Duo. 

## Geschichte und Protagonisten
Das Theater-Kabarett gehörte zu den bekanntesten Kabarettformationen der Schweiz. Sie führten sieben Kabarettprogramme auf. Im Radioprogramm von DRS1 trat Sauce Claire über mehrere Jahre monatlich auch als das Schweizer Ehepaar «Käru & Vreni» auf.

### Raphael Bachmann
Raphael Bachmann wurde am 10. Juni 1952 in Basel, Schweiz, geboren. Nach einer 4-jährigen Schauspielausbildung in Basel arbeitete er als Schauspieler am Nationaltheater Mannheim, am Staatstheater Stuttgart, am Theater an der Kurfürstenstrasse «Theater k» in München, am Landestheater Tübingen und am Stadttheater in Memmingen sowie als Regisseur. 1974 war er Mitbegründer des Theaterkabaretts Raphael & Mumm in München und gründete 1982 mit Ackermann sauce claire. 
Als Autor schrieb er Kabarettprogramme, Satiresendungen für das Schweizer Fernsehen und Radio DRS sowie Theaterstücke und Drehbücher. Nach der Auflösung von «Sauce Claire» wandte er sich als Regisseur und Schauspieler wieder dem Theater zu, so in der Compagnie 'crème renversée'/Un-Safe Theater (Paris/Basel) und auf der Bühne für Kunst Kommunikation Basel.
2008 folgte die Gründung des Satire-Duos «Bachmann & Bardelli» mit Patrick Bardelli, mit dem er bis heute auftritt.

## Auszeichnungen
- 1986 Salzburger Stier[3]
- 1988 Nitoba Hauptpreis der Stadt Basel